# Сен-Сернен (Од)
Сен-Серне́н (фр. Saint-Sernin) — коммуна во Франции, находится в регионе Лангедок — Руссильон. Департамент коммуны — Од. Входит в состав кантона Бельпеш. Округ коммуны — Каркасон.
Код INSEE коммуны — 11365.

## Население
Население коммуны на 2008 год составляло 33 человека.
| 1962 | 1968 | 1975 | 1982 | 1990 | 1999 | 2008 |
| ---- | ---- | ---- | ---- | ---- | ---- | ---- |
| 9    | 31   | 43   | 29   | 35   | 40   | 33   |

## Экономика

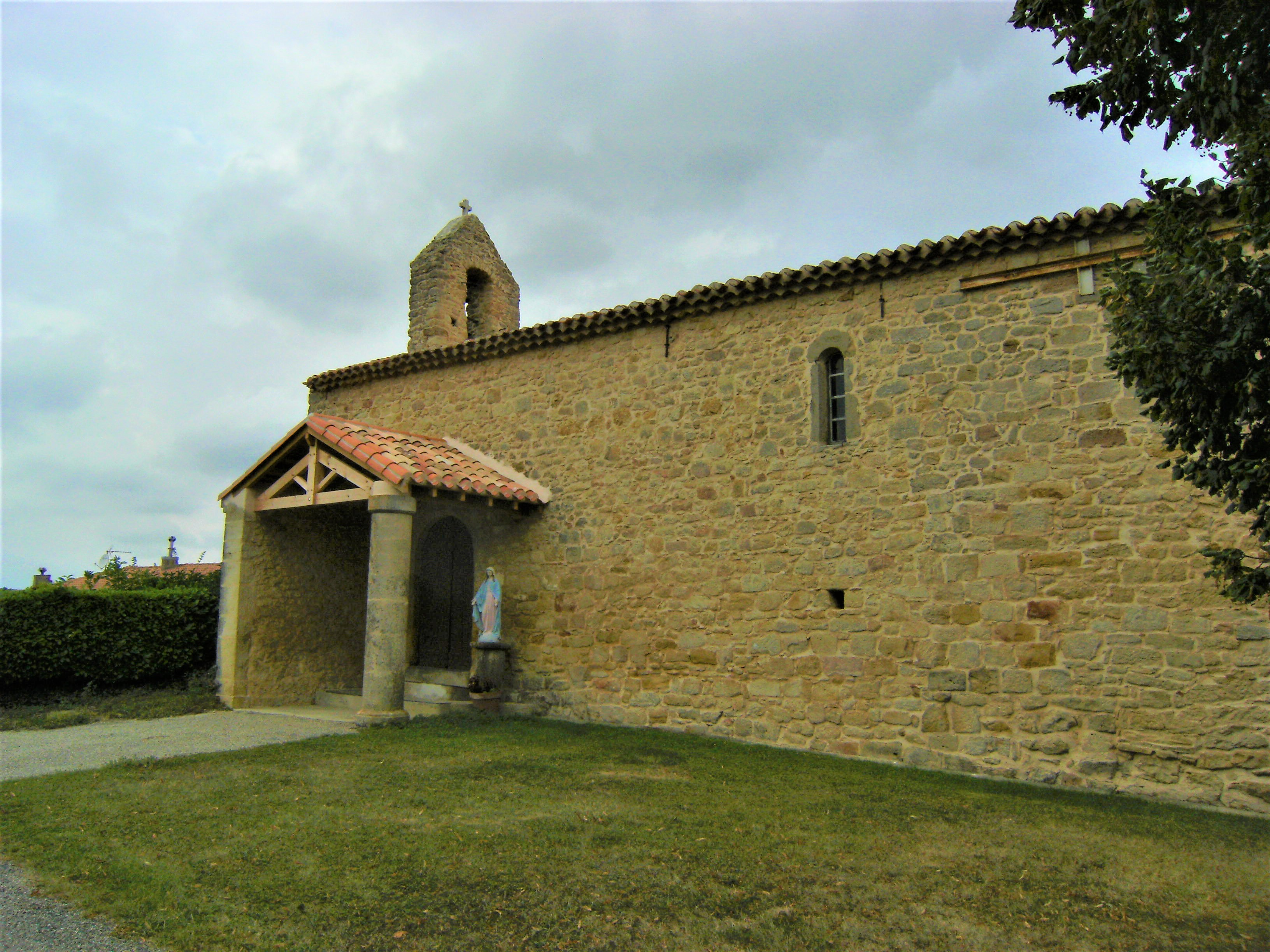
Церковь

В 2007 году среди 20 человек в трудоспособном возрасте (15—64 лет) 15 были экономически активными, 5 — неактивными (показатель активности — 75,0 %, в 1999 году было 62,5 %). Из 15 активных работали 14 человек (7 мужчин и 7 женщин), безработным был 1 мужчина. Среди 5 неактивных 2 человека были учениками или студентами, 2 — пенсионерами, 1 был неактивным по другим причинам.